# Cité Aubry
La cité Aubry est une voie du 20e arrondissement de Paris, en France.

## Situation et accès
La cité Aubry est une voie publique située dans le 20e arrondissement de Paris. Elle débute au 15, rue de Bagnolet et se termine au 1, villa Riberolle.

## Origine du nom
Cette voie est nommée d'après le nom du propriétaire des terrains sur lesquels elle a été ouverte.

## Historique
Cette voie ouverte sur d'anciennes dépendances du XVIIIe siècle du château de Charonne est classée dans la voirie parisienne par un arrêté municipal du 15 avril 1991.
La ferme des Bauges  occupait son emplacement, au XVIIe siècle et XVIIIe siècle. Elle était composée d’une grande cour enclose de murs, plusieurs bâtiments, granges, écuries, prés et terres labourables. Le domaine s’étendait entre l’actuel boulevard de Charonne, le mur du cimetière du Père-Lachaise, la rue de la Réunion, alors inexistante, et la rue de Bagnolet,.